# Dafydd Wigley
Dafydd Wynne Wigley, barone Wigley, nato David Wigley (Derby, 1º aprile 1943), è un politico gallese.
Esponente e presidente del Plaid Cymru, è stato membro della Camera dei comuni per 27 anni e inoltre della Camera dei lord a partire dal 2011. Nel 2010 è stata annunciata la concessione del titolo di Pari a vita dalla Regina.

## Biografia
Nato figlio unico a Derby, in Inghilterra, la famiglia tornò in Galles nel 1946.
Sua madre era originaria di Pwllheli. Sua madre era attiva con i liberali e suo padre era un avvocato e attivo con i tories. Il padre di Wigley lavorava nel governo locale. Fu tesoriere del Consiglio di contea di Caernarfon dal 1947 al 1974.
Wigley è cresciuto principalmente a Bontnewydd, Caernarfon. Ha frequentato la Caernarfon Grammar School e la Rydal Penrhos Residential School, Colwyn Bay, prima di frequentare l'Università Vittoria di Manchester. Dopo la laurea nel 1964, entra a far parte della Ford Motor Company di Dagenham per formarsi in finanza industriale.
Nel 1967 sposò Elinor Bennett Owen. Quell'anno si unì anche a Mars; un'azienda famosa per la produzione di cioccolato e pasticceria. È stato direttore finanziario di Hoover, a Merthyr Tydfil prima di essere eletto in parlamento.

## Carriera politica
È diventato deputato di Caernarfon per il Plaid Cymru  alle elezioni generali del febbraio 1974 e membro dell'Assemblea nazionale per il Galles per lo stesso collegio elettorale nel 1999, ma non ha quindi aderito alle elezioni generali del 2001. Inoltre non ha sostenuto le elezioni dell'Assemblea nel 2003 a causa della malattia.
È diventato presidente del Plaid Cymru per la prima volta nel 1981, in seguito al pensionamento di Gwynfor Evans, ma ha dovuto rinunciare alla presidenza nel 1984 a causa delle condizioni di salute dei suoi figli. Ritornò alla presidenza dopo il pensionamento di Dafydd Elis-Thomas nel 1991 e rimase in carica fino al 2000, quando dovette rinunciare al suo lavoro a causa di cattive condizioni di salute, sebbene all'epoca ci fossero accuse di cospirazione contro di lui.